# Rick Peters
Rick Peters (ur. 1 czerwca 1967 w Detroit) – amerykański aktor telewizyjny i filmowy.

## Życiorys
Urodził się na przedmieściu w Detroit, w stanie Michigan, lecz większość swojego życia spędził w Australii. Jest piętym z sześciorga dzieci w rodzinie. Ma dwie siostry i trzech braci.
W sierpniu 1968 rodzina przeniosła się do Anglii, gdy jego ojciec przyjął zamówienie na produkcję automatów "Big 3". Mieszkali tam do roku 1974, gdy przeprowadzili się do stanu Michigan, zanim w sierpniu 1977 osiedlili się w Australii. Pięć lat później rodzina powróciła do stanu Kalifornii, gdzie Rick ukończył szkołę średnią i gdzie zaczynał karierę aktorską, grając w przedstawieniach. Wystąpił na scenie w sztukach takich jak: Dlaczego czasami, Apollo z Bellac Jeana Giraudoux, Mewa Antoniego Czechowa i London Calling.
Na srebrnym ekranie odtwarzał postać legendarnego 'króla rock'n'rolla' – Elvisa Presleya w tele komedii biograficznej Showtime Elvis spotyka Nixona (Elvis Meets Nixon, 1997) czyli o tym jak Presley postanowił wybrać się do Białego Domu na spotkanie z prezydentem Nixonem. Wystąpił także m.in. w serialach: Gra na maksa (The Hoop Life, 1999) jako koszykarz zespołu New England Knights, zmuszony odpokutować swoją niewierność, gdy żona wyrzuca go z domu, Tajemnice Smallville (Smallville, 2002) i sensacyjnym Sue Thomas: FB Eye (2002-2005) w roli charyzmatycznego agenta FBI, który lubi przeginać reguły.

### Życie prywatne
Zamieszkał w Południowej Kalifornii ze swoją żoną scenarzystką i dwójką dzieci.

## Wybrana filmografia

### Filmy
- 1995: Family Values (TV) jako Emory Huck
- 1997: Zniknięcie Kevina Johnsona (The Disappearance of Kevin Johnson) jako Willis Stevens
- 1997: Elvis Meets Nixon (TV) jako Elvis Presley
- 1997: Karzeł 4 (Leprechaun 4: In Space) jako Mooch
- 1998: Miłość puka do drzwi (This Matter of Marriage, TV) jako Steve Marris, nowy sąsiad Hallie
- 1999: Gra na Maksa (The Hoop Life) jako Greg Marr
- 1999: Uśmiech mordercy (Happy Face Murders, TV) jako Billy Lee Peterson
- 2000: Charlie Cykor (Gun Shy) jako Bennett
- 2000: Wirtualny seks (American Virgin) jako Tommy
- 2001: Diamentowa zemsta (Night Class) jako Jake

### Seriale TV
- 1992: Freshman Dorm jako Bronco
- 1992: Dzień za dniem (Life Goes On) jako policjant
- 1993: Against the Grain jako Bobby Taylor
- 1994: Rodzina McKenna (McKenna) jako Dale Goodwin
- 1994: Pełna chata (Full House) jako Roger
- 1997: Baza Pensacola (Pensacola: Wings of Gold) jako Greg
- 1999: Mściciel (Vengeance Unlimited) jako Brian Buckingham
- 2002: Tajemnice Smallville (Smallville) jako Bob Rickman
- 2002: Sue Thomas: Słyszące oczy FBI (Sue Thomas: F.B.Eye) jako agent specjalny Bobby Manning
- 2005: Weronika Mars (Veronica Mars) jako dr Tom Griffith
- 2011: Gotowe na wszystko (Desperate Housewives) jako Bradley (Sezon 8 odcinek 11)
- 2015: Agentka Carter (Agent Carter) jako dr Honicky
- 2016: Zabójcze umysły (Criminal Minds) jako Warden Bart Shulman